# Anaplecta brachyptera
Anaplecta brachyptera är en kackerlacksart som beskrevs av Roth, L. M. 1990. Anaplecta brachyptera ingår i släktet Anaplecta och familjen småkackerlackor. Inga underarter finns listade i Catalogue of Life.